# Kanton Plouguenast
Kanton Plouguenast (fr. Canton de Plouguenast) je francouzský kanton v departementu Côtes-d'Armor v regionu Bretaň. Tvoří ho pět obcí.

## Obce kantonu
- Gausson
- Langast
- Plémy
- Plessala
- Plouguenast